# 十字粘棘虫
十字粘棘虫（学名：Acanthocolla cruciata）为编棘虫科粘棘虫属的动物。分布于大西洋、印度洋、太平洋、地中海，包括东海等海域。